# Zduny
Zduny este un oraș în Polonia.